# 司馬亨太郎
司馬 亨太郎（しば こうたろう、文久3年1月7日（1863年2月24日） - 昭和11年（1936年）2月11日）は、日本のドイツ語学者。獨逸学協会中学校8代校長、理事。医学者・語学者の司馬凌海は父。囲碁棋士の喜多文子は妹。東宮御用掛、陸軍大学校陸軍教授、学習院教授、逓信官吏練習所教官を歴任。正五位勲三等。

## 略歴
- 文久3年（1863年）:医学者・語学者の司馬凌海の長男として長崎・平戸に生まれる[1]。
- 明治16年（1883年）:山口中学校教諭
- 獨逸学協会学校教諭、陸軍大学校教授を歴任[1]
- 昭和4年（1929年）:獨逸学協会中学校校長
- 昭和11年（1936年）2月11日:東京帝国大学病院にて死去、享年74。
- 墓碑は東京都港区の青山霊園（一種イ6号4側）に「司馬家・小池家」として現存

## 栄典
- 1902年（明治35年）12月27日 - 勲五等瑞宝章[2]
- 1906年（明治39年）4月1日 - 勲四等旭日小綬章・明治三十七八年従軍記章[3]
- 1916年（大正5年）1月17日 - 正五位[4]

## 親族
- 父：司馬凌海
- 妹：喜多文子 - 喜多六平太 (14世)の妻
- 妻：もと - 巌崎健造の娘[1]

## 著書
- 海浴要覧 （香朶棲蔵版、1888年4月）、松本順補
- 野外要務令問答 （八尾書店、1895年12月）
- 露軍の一斑 絵入　(東洋文学会、1903年11月)
- 実用独逸文法書 （南江堂、1904年1月）
- 黄金村 立志小説　(訳、博文館、1909年9月)
- 和独兵語辞彙 （精華書院、1909年12月）
- 巴爾克戦術書